# Omphalea oppositifolia
Espèce
Synonymes
- Hecatea alternifolia Willd.[2]
- Hecatea biglandulosa Pers.[2]
- Hecatea oppositifolia Willd.[2]
- Omphalandria oppositifolia (Willd.) Kuntze[2]
- Omphalea alternifolia (Willd.) Baill.[2]
- Omphalea biglandulosa (Pers.) Baill.[2]

Omphalea oppositifolia est une espèce de plantes à fleurs de la famille des Euphorbiaceae et du genre Omphalea. Elle est endémique des forêts de la côte est de Madagascar. C'est l'une des plantes hôtes des chenilles de Chrysiridia rhipheus.